# هجیره، کشمیر آزاد
هجیره (به انگلیسی: Hajira) یک شهر در پاکستان است که در ناحیه پونچ واقع شده‌است. هجیره ۹۶۶ متر بالاتر از سطح دریا واقع شده‌است.